# Wereldbeker schaatsen 2008/2009 - Wereldbeker 1 - 5000 meter mannen
De eerste van 6 wedstrijden voor de wereldbeker schaatsen 5000 meter werd gehouden op 7 november 2008 in Berlijn.

## Uitslag A-divisie
| rang   | schaatser             | tijd    | punten |
| ------ | --------------------- | ------- | ------ |
| Goud   | Sven Kramer           | 6.15,74 | 100    |
| Zilver | Håvard Bøkko          | 6.20,03 | 80     |
| Brons  | Carl Verheijen        | 6.20,87 | 70     |
| 4      | Bob de Jong           | 6.23,66 | 60     |
| 5      | Enrico Fabris         | 6.24,44 | 50     |
| 6      | Chad Hedrick          | 6.25,77 | 45     |
| 7      | Wouter Olde Heuvel    | 6.26,65 | 40     |
| 8      | Ted-Jan Bloemen       | 6.27,13 | 36     |
| 9      | Øystein Grødum        | 6.29,25 | 32     |
| 10     | Shani Davis           | 6.29,95 | 28     |
| 11     | Hiroki Hirako         | 6.29,98 | 24     |
| 12     | Tobias Schneider      | 6.31,60 | 21     |
| 13     | Marco Weber           | 6.32,05 | 18     |
| 14     | Lucas Makowsky        | 6.32,28 | 16     |
| 15     | Moritz Geisreiter     | 6.36,66 | 14     |
| 16     | Roger Schneider       | 6.39,49 | 12     |
| 17     | Tore Solli            | 6.39,79 | 10     |
| 18     | Fredrik van der Horst | 6.42,93 | 8      |
| 19     | Denny Morrison        | 6.43,37 | 6      |
| 20     | Andrey Burlyayev      | 6.51,99 | 5      |
| 21     | Justin Warsylewicz    | 6.58,09 | 4      |
| 22     | Ivan Skobrev          | DQ      | 0      |
| 23     | Dmitri Babenko        | DQ      | 0      |

## Loting
| rit | binnenbaan         | buitenbaan            |
| --- | ------------------ | --------------------- |
| 1   | Roger Schneider    | Andrey Burlyayev      |
| 2   | Moritz Geisreiter  | Denny Morrison        |
| 3   | Chad Hedrick       | Fredrik van der Horst |
| 4   | Ivan Skobrev       | Marco Weber           |
| 5   | Tobias Schneider   | Dmitri Babenko        |
| 6   | Sverre Haugli      | Tore Solli            |
| 7   | Justin Warsylewicz | Ted-Jan Bloemen       |
| 8   | Bob de Jong        | Øystein Grødum        |
| 9   | Hiroki Hirako      | Lucas Makowsky        |
| 10  | Shani Davis        | Carl Verheijen        |
| 11  | Enrico Fabris      | Wouter Olde Heuvel    |
| 12  | Sven Kramer        | Håvard Bøkko          |

## Top 10 B-divisie
| rang | schaatser             | tijd    | punten |
| ---- | --------------------- | ------- | ------ |
| 1    | Sławomir Chmura       | 6.32,47 | 25     |
| 2    | Choi Kwun-won         | 6.32,52 | 19     |
| 3    | Trevor Marsicano      | 6.36,87 | 15     |
| 4    | Kris Schildermans     | 6.37,66 | 11     |
| 5    | Matteo Anesi          | 6.39,92 | 8      |
| 6    | Xingyu Song           | 6.40,67 | 6      |
| 7    | Jay Morrison          | 6.41,65 | 4      |
| 8    | Patrick Beckert       | 6.41,88 | 2      |
| 9    | Robert Lehmann        | 6.42,11 | 1      |
| 10   | Sebastian Druskiewicz | 6.43,51 | 0      |